# Citadelcross 2016
De achtste editie van de Citadelcross in Namen werd gehouden op 18 december 2016. De wedstrijd maakte deel uit van de wereldbeker veldrijden 2016-2017. Bij de mannen wist Mathieu van der Poel zijn titel met succes te prolongeren en bij de vrouwen werd titelverdedigster Nikki Harris opgevolgd door de Amerikaans-Tsjechische Kateřina Nash, die in 2014 ook wist te winnen. De leiders in de wereldbeker, Wout van Aert en Sophie de Boer, bleven aan de leiding en wonnen later beide het eindklassement.

## Mannen elite

### Uitslag
| Plaats | Naam                   | Ploeg                  | Tijd     |
| ------ | ---------------------- | ---------------------- | -------- |
| 1      | Mathieu van der Poel   | Beobank-Corendon       | 1u04'20" |
| 2      | Wout van Aert          | Crelan-Vastgoedservice | + 16"    |
| 3      | Kevin Pauwels          | Marlux-Napoleon Games  | + 27"    |
| 4      | Tom Meeusen            | Telenet-Fidea Lions    | + 1'08"  |
| 5      | Laurens Sweeck         | ERA - Circus           | + 1'22"  |
| 6      | Corné van Kessel       | Telenet-Fidea Lions    | + 1'32"  |
| 7      | Toon Aerts             | Telenet-Fidea Lions    | + 1'37"  |
| 8      | Michaël Vanthourenhout | Marlux-Napoleon Games  | + 1'48"  |
| 9      | Marcel Meisen          | Steylaerts-Verona      | + 2'33"  |
| 10     | Klaas Vantornout       | Marlux-Napoleon Games  | + 2'44"  |

## Vrouwen elite

### Uitslag
| Plaats | Naam                | Ploeg                             | Tijd    |
| ------ | ------------------- | --------------------------------- | ------- |
| 1      | Kateřina Nash       | Clif Pro Team                     | 47'14"  |
| 2      | Eva Lechner         | Servetto Footon                   | + 12"   |
| 3      | Sophie de Boer      | Kalas-H.essers-Nnof               | + 21"   |
| 4      | Alice Maria Arzuffi | Inpa Sottoli Giusfredi            | + 28"   |
| 5      | Christine Majerus   | Boels Dolmans                     | + 34"   |
| 6      | Ellen Van Loy       | Young Telenet-Fidea               | + 52"   |
| 7      | Amanda Miller       | Pepper Palace p/b The Happy Tooth | + 59"   |
| 8      | Nikki Brammeier     | Boels Dolmans                     | + 1'03" |
| 9      | Lucinda Brand       | Rabo-Liv                          | + 1'13" |
| 10     | Maud Kaptheijns     | Steylaerts-Verona                 | + 1'13" |

2009 · 2010 · 2011 · 2012 · 2013 · 2014 · 2015 · 2016 · 2017 · 2018 · 2019 · 2020 · 2021 · 2022 (EK) · 2023 · 2024
 Cross Vegas · 
 Jingle Cross · 
 Cauberg Cyclocross · 
 Duinencross · 
 Wereldbeker Zeven · 
 Citadelcross · 
 GP Eric De Vlaeminck · 
 Wereldbeker Fiuggi · 
 GP Adrie van der Poel